# Bahnstrecke Nymburk–Mladá Boleslav
| Kursbuchstrecke (SŽ): | 071                  |                                                  |                                                  |
| Streckenlänge: | 30,029 km            |                                                  |                                                  |
| Spurweite: | 1435 mm (Normalspur) |                                                  |                                                  |
| Streckenklasse: | C3                   |                                                  |                                                  |
| Streckengeschwindigkeit: | 100 km/h             |                                                  |                                                  |
| |                      |                                                  |                                                  |
| \| \| \| von (Wien–) Znojmo (vorm. ÖNWB) \| \| \| \| 0,000 \| Nymburk hlavní nádraží früher Nimburg \| Nymburk hlavní nádraží früher Nimburg \| \| \| \| Verbindungsbahn nach Nymburk město (vorm. StEG) \| \| \| \| \| nach Děčín-Prostřední Žleb (vorm. ÖNWB) \| \| \| \| \| Verbindungsbahn Veleliby–Nymburk město \| \| \| \| \| Verbindungsbahn von Nymburk město (vorm. StEG) \| \| \| \| 3,062 \| Veleliby \| Veleliby \| \| \| \| nach Jičín (vorm. BCB) \| \| \| \| 6,511 \| Straky früher Strak \| Straky früher Strak \| \| \| 9,821 \| Všejany früher Wlkawa \| Všejany früher Wlkawa \| \| \| \| von Milovice (geplant) \| \| \| \| 11,674 \| Čachovice \| Čachovice \| \| \| 16,993 \| Luštěnice früher Luschtěnitz \| Luštěnice früher Luschtěnitz \| \| \| 19,040 \| Voděrady früher Woděrad \| Voděrady früher Woděrad \| \| \| \| vlečka cukrovar Dobrovice (nach Dobrovice město) \| \| \| \| 21,388 \| Dobrovice früher Dobrowitz \| Dobrovice früher Dobrowitz \| \| \| 24,522 \| Nepřevázka \| Nepřevázka \| \| \| \| nach Mladá Boleslav město (geplant) \| \| \| \| 25,498 \| výhybna Bezděčín \| výhybna Bezděčín \| \| \| \| Dálnice 10 \| \| \| \| \| von Praha hl.n. (vorm. TKPE) \| \| \| \| 30,029 \| Mladá Boleslav hlavní nádraží früher Jungbunzlau \| Mladá Boleslav hlavní nádraží früher Jungbunzlau \| \| \| \| nach Turnov (vorm. TKPE) \| \| \| \| \| \| \| \| Frühere Namen Stand 1913. [1][2][3] \| \| \| \| |                      |                                                  |                                                  |
| Strecke |                      | von (Wien–) Znojmo (vorm. ÖNWB)                  | von (Wien–) Znojmo (vorm. ÖNWB)                  |
| Bahnhof | 0,000                | Nymburk hlavní nádraží früher Nimburg            | Nymburk hlavní nádraží früher Nimburg            |
| Abzweig geradeaus und nach links |                      | Verbindungsbahn nach Nymburk město (vorm. StEG)  | Verbindungsbahn nach Nymburk město (vorm. StEG)  |
| Abzweig geradeaus und nach links |                      | nach Děčín-Prostřední Žleb (vorm. ÖNWB)          | nach Děčín-Prostřední Žleb (vorm. ÖNWB)          |
| Kreuzung geradeaus unten |                      | Verbindungsbahn Veleliby–Nymburk město           | Verbindungsbahn Veleliby–Nymburk město           |
| Abzweig geradeaus und von rechts |                      | Verbindungsbahn von Nymburk město (vorm. StEG)   | Verbindungsbahn von Nymburk město (vorm. StEG)   |
| Bahnhof | 3,062                | Veleliby                                         | Veleliby                                         |
| Abzweig geradeaus und nach rechts |                      | nach Jičín (vorm. BCB)                           | nach Jičín (vorm. BCB)                           |
| Haltepunkt / Haltestelle | 6,511                | Straky früher Strak                              | Straky früher Strak                              |
| Haltepunkt / Haltestelle | 9,821                | Všejany früher Wlkawa                            | Všejany früher Wlkawa                            |
| Abzweig geradeaus und ehemals von links |                      | von Milovice (geplant)                           | von Milovice (geplant)                           |
| Bahnhof | 11,674               | Čachovice                                        | Čachovice                                        |
| Bahnhof | 16,993               | Luštěnice früher Luschtěnitz                     | Luštěnice früher Luschtěnitz                     |
| Haltepunkt / Haltestelle | 19,040               | Voděrady früher Woděrad                          | Voděrady früher Woděrad                          |
| Abzweig geradeaus und von rechts |                      | vlečka cukrovar Dobrovice (nach Dobrovice město) | vlečka cukrovar Dobrovice (nach Dobrovice město) |
| Bahnhof | 21,388               | Dobrovice früher Dobrowitz                       | Dobrovice früher Dobrowitz                       |
| Haltepunkt / Haltestelle | 24,522               | Nepřevázka                                       | Nepřevázka                                       |
| Abzweig geradeaus und ehemals nach rechts |                      | nach Mladá Boleslav město (geplant)              | nach Mladá Boleslav město (geplant)              |
| Überleitstelle / Spurwechsel | 25,498               | výhybna Bezděčín                                 | výhybna Bezděčín                                 |
| Strecke mit Straßenbrücke |                      | Dálnice 10                                       | Dálnice 10                                       |
| Abzweig geradeaus und von links |                      | von Praha hl.n. (vorm. TKPE)                     | von Praha hl.n. (vorm. TKPE)                     |
| Bahnhof | 30,029               | Mladá Boleslav hlavní nádraží früher Jungbunzlau | Mladá Boleslav hlavní nádraží früher Jungbunzlau |
| Strecke |                      | nach Turnov (vorm. TKPE)                         | nach Turnov (vorm. TKPE)                         |
| |                      |                                                  |                                                  |
| Frühere Namen Stand 1913. |                      |                                                  |                                                  |

Die Bahnstrecke Nymburk–Mladá Boleslav ist eine Eisenbahnverbindung in Tschechien, die ursprünglich von der k.k. priv.  Österreichischen Nordwestbahn (ÖNWB) als Teil ihres staatlich garantierten Stammnetzes erbaut und betrieben wurde. Sie zweigt in Nymburk (Nimburg) von der Bahnstrecke (Wien–) Znojmo–Děčín-Prostřední Žleb ab und führt in Mittelböhmen nach Mladá Boleslav (Jungbunzlau), wo sie in die Bahnstrecke Praha–Turnov einmündet.
Die Strecke Nymburk–Mladá Boleslav ist im Eisenbahnnetz der Tschechien Republik als gesamtstaatliche Bahn („celostátní dráha“) klassifiziert.

## Geschichte
Die heutige Verbindung Nymburk–Mladá Boleslav gehörte zu dem staatlich garantierten Stammnetz der ÖNWB, für das am 8. September 1868 die Konzession erteilt wurde. Zusammen mit der 1867/69 fertiggestellten Hauptverbindung der Böhmischen Nordbahn (Bakow–Rumburg) sollte die neue Strecke eine wichtige Nord-Süd-Verbindung bilden, die weiter durch die Oberlausitz nach Berlin geführt werden sollte. Den Konzessionären wurde deshalb das Vorrecht eingeräumt, die Strecke Nimburg–Jungbunzlau noch bis Bakow zu verlängern, um so eine unmittelbare Verbindung mit der Böhmische Nordbahn herzustellen. Für diesen (später nicht gebauten) Abschnitt war eine Staatsgarantie ausgeschlossen.

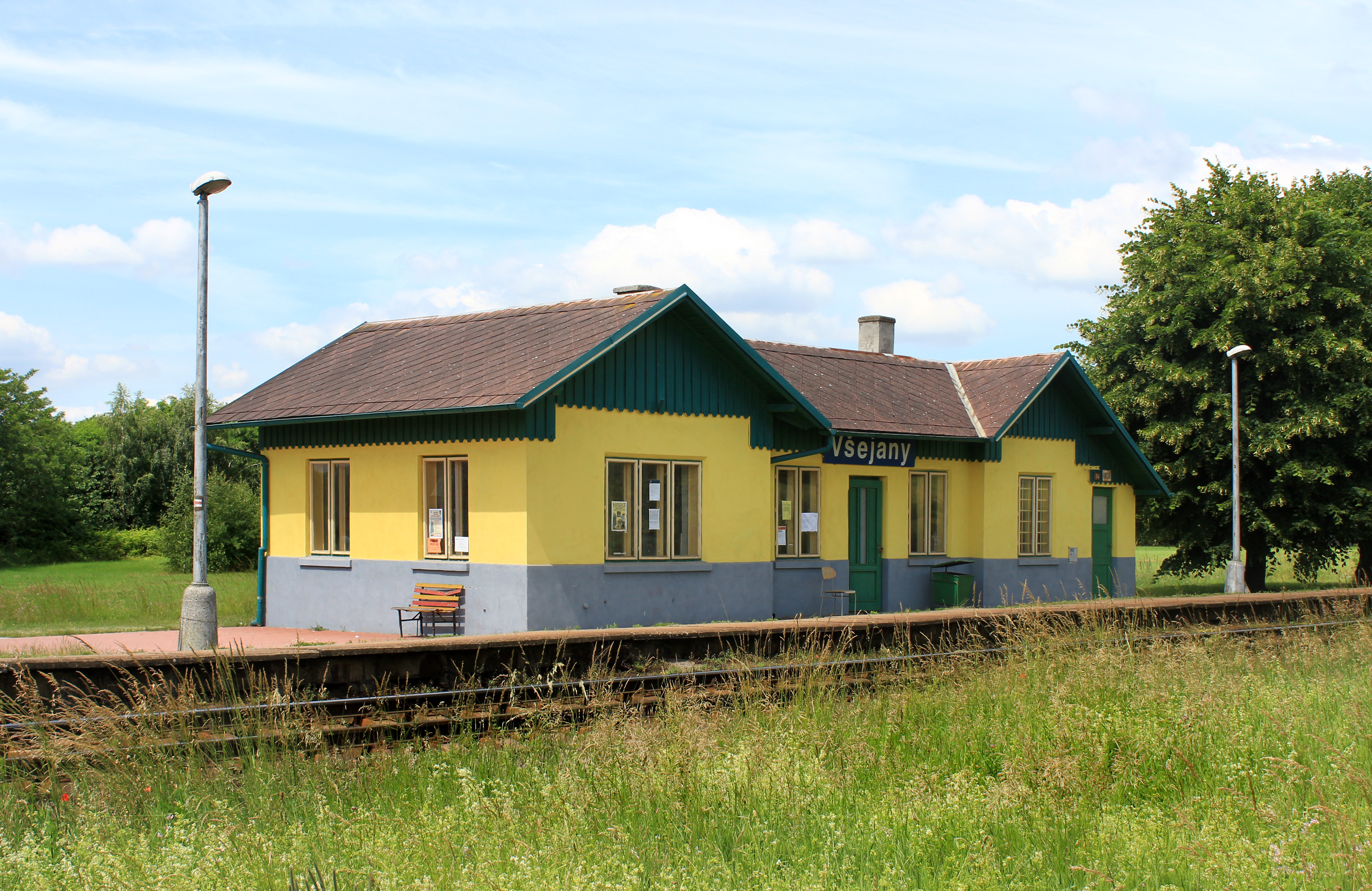
Haltestelle Všejany (2015)

Die Strecke durfte zunächst eingleisig angelegt werden. Erst bei Überschreiten eines Rohertrages von 120.000 Gulden pro Meile während zweier aufeinanderfolgender Jahre durfte die Staatsverwaltung den Bau eines zweiten Gleises fordern. Die Verzinsung des Anlagekapitales wurde während der gesamten Konzessionsdauer von 90 Jahren mit 5 Prozent jährlich garantiert. Nach Ablauf von 30 Jahren behielt sich der Staat ein jederzeitiges Recht zur Einlösung vor. Eröffnet wurde die Strecke am 29. Oktober 1870 zusammen mit dem Abschnitt Kolin–Nymburg der späteren Hauptverbindung Wien–Mittelgrund.
Letztlich erreichte die Strecke Nimburg–Jungbunzlau nicht die ihr zugedachte überregionale Bedeutung. Das Königreich Sachsen hatte der Böhmischen Nordbahn die Konzession für eine Weiterführung nach Norden verweigert, so dass das Projekt einer neuen und kürzeren Hauptverbindung zwischen Berlin und Wien ein Torso blieb.
Der Fahrplan von 1900 verzeichnete insgesamt sechs Zugpaare, die für die Gesamtstrecke etwa eine Stunde benötigten.
Nach der Verstaatlichung der ÖNWB ging die Strecke am 1. Januar 1908 an die k.k. Staatsbahnen (kkStB) über. Im Fahrplan von 1912 verkehrte über die Verbindung Nimburg–Jungbunzlau auch ein Schnellzug zwischen Wien und Reichenberg (heute: Liberec). Er benötigte für die 30 Kilometer zwischen Nimburg und Jungbunzlau eine halbe Stunde, was einer Reisegeschwindigkeit von etwa 60 km/h entsprach.

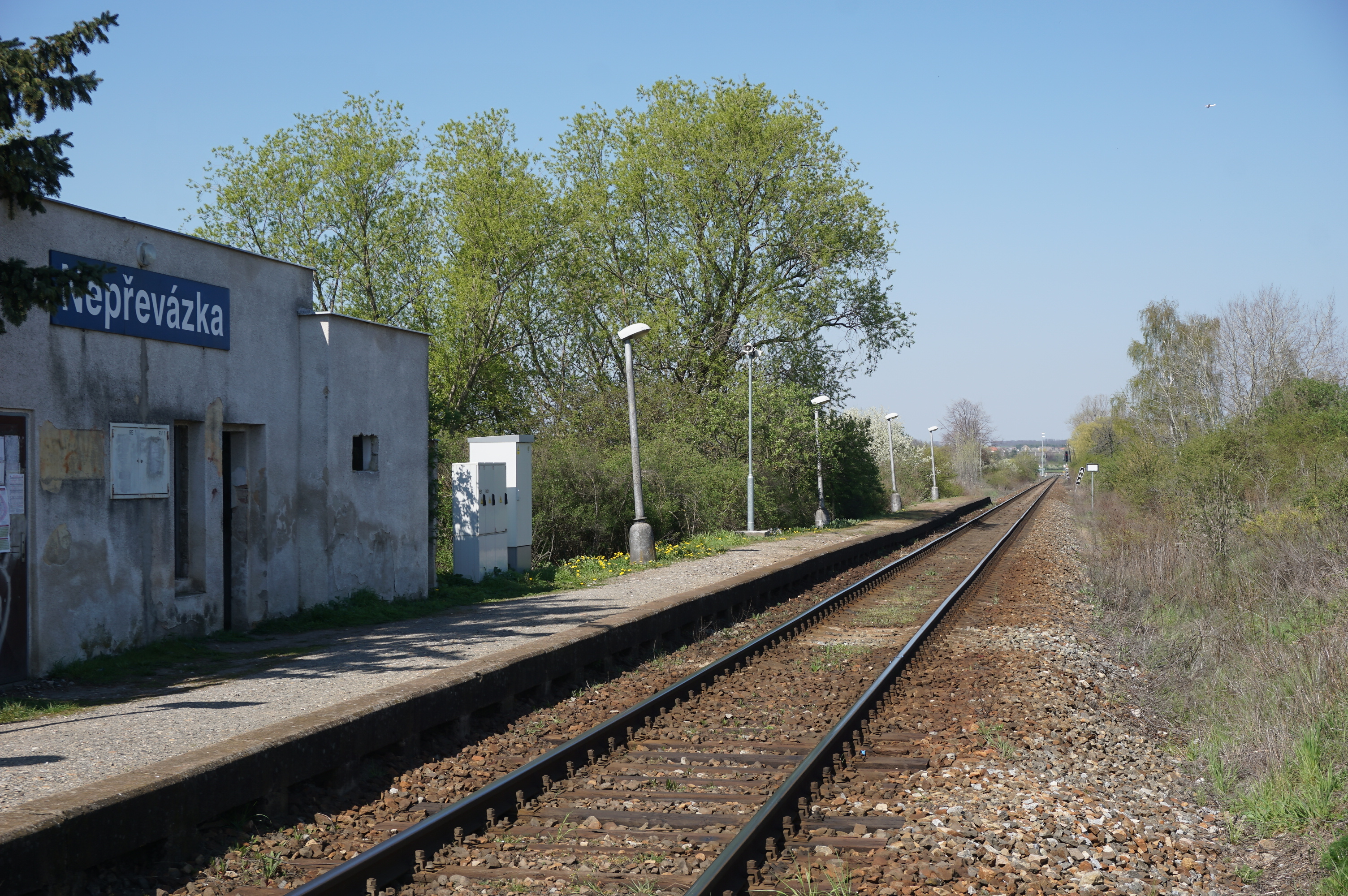
Haltestelle Nepřevázka (2019)

Nach dem Ersten Weltkrieg ging die Strecke an die neu gegründeten Tschechoslowakischen Staatsbahnen (ČSD) über. Deren erster Fahrplan verzeichnete auf der Gesamtstrecke fünf Zugpaare. In den 1920er und 1930er Jahren kam es dann zu einer signifikanten Verdichtung des Fahrplanes bis auf zehn Reisezugpaare täglich. Ein Teil dieser Züge wurde von Kolín bis Rumburg und weiter nach Sebnitz durchgebunden. Der Schnellzug Wien–Reichenberg verkehrte nicht mehr.
Während des Zweiten Weltkrieges verblieb die Strecke im Netz der nunmehrigen Protektoratsbahnen Böhmen und Mähren (ČMD-BMB).
Nach dem Zweiten Weltkrieg behielt die Strecke ihre Bedeutung als wichtige Verbindungsbahn zwischen Mittel- und Nordböhmen. Im Kursbuch der ČSD war die Strecke nun Teil der Relation Nymburk–Rumburk (Kursbuchstrecke 8, später 080).
Am 1. Januar 1993 ging die Strecke im Zuge der Auflösung der Tschechoslowakei an die neu gegründeten České dráhy (ČD) über.
Im Fahrplan 2011 verkehrten alternierend Schnell- und Personenzüge jeweils im Zweistundentakt. Die Schnellzüge der Relation Kolín–Rumburk benötigten für die Gesamtstrecke ohne Zwischenhalt 25 Minuten. Die Personenzüge halten auf allen Unterwegsbahnhöfen und werden stets von und nach Mladá Boleslav město durchgebunden.
Bis 2031 soll die Strecke modernisiert und elektrifiziert werden.